# Integrated Taxonomic Information System

Website:

Integrated Taxonomic Information System (ITIS) este un parteneriat american al agențiilor federale menit să furnizeze informații coerente și fiabile cu privire la taxonomia speciilor biologice. ITIS a fost inițial înființat în 1996 ca un grup inter-agenții în cadrul Guvernului federal al SUA, implicând mai multe agenții federale americane, iar acum a devenit un organism internațional, cu agenții canadiene și mexicane guvernamentale participante. Baza de date provine dintr-o comunitate mare de experți taxonomici. Personalul de conținut primar este găzduit la Muzeul Național de Istorie Naturală Smithsonian, iar serviciile IT sunt furnizate de o instalație Serviciul de prospectare geologică al Statelor Unite din Denver. ITIS se concentrează în principal pe speciile din America de Nord, dar multe grupuri biologice există la nivel mondial și ITIS colaborează cu alte agenții pentru a-și spori acoperirea globală.

## Baza de date de referință
ITIS furnizează o bază de date automatizată a denumirilor științifice și comune pentru specii. Din mai 2016, conține peste 839.000 de denumiri științifice, sinonime și denumiri comune pentru taxonii tereștri, marini și de apă dulce din toate regnurile biologice (animale, plante, ciuperci și microbi). În timp ce sistemul nu se concentrează pe specii din America de Nord la minim, acesta include, de asemenea, multe specii care nu se găsesc în America de Nord, în special în rândul păsărilor, peștilor, amfibienilor, mamiferelor, bacteriilor, multe reptile, mai multe grupuri de plante, și multe grupuri de animale nevertebrate. Datele prezentate în ITIS sunt considerate informații publice și pot fi distribuite și copiate în mod liber, deși citare corespunzătoare este solicitată. ITIS este frecvent utilizată ca sursă de facto de date taxonomice în proiecte de informatica biodiversității.
ITIS combină fiecare nume științific cu un număr de serie taxonomic stabil și unic (TSN) ca „numitor comun” pentru accesarea informațiilor privind aspecte precum speciile invazive, amfibienii în declin, păsările migratoare, stocurile de pescuit, polenizatorii, dăunătorii agricoli și bolile emergente. Acesta prezintă numele într-o clasificare standard care conține informații despre autor, dată, distribuție și bibliografică legate de nume. În plus, denumirile comune sunt disponibile prin ITIS în principalele limbi oficiale ale Americii (engleză, franceză, spaniolă, și portugheză).